# Ignacio Francisco Ducasse Medina
Dom Ignacio Francisco Ducasse Medina (Santiago, 8 de novembro de 1956) é prelado católico chileno, atual arcebispo de Antofagasta.

## Biografia
Nasceu em Santiago, Chile, e estudou Filosofia e Teologia no Pontifício Seminário Maior Arquidiocesano, obtendo o bacharelato em Teologia.
Foi ordenado presbítero em 24 de março de 1984 para a Arquidiocese de Santiago por Dom Juan Francisco Fresno Larraín. Logo após, foi nomeado formador do seminário. De 1987 a 1989, frequentou a Pontifícia Universidade Lateranense em Roma, onde obteve licenciatura em Direito Canônico. De volta ao Chile, serviu como prefeito e reitor do Seminário Maior, juiz do tribunal eclesiástico, cônego do cabido da Catedral e membro da Comissão Arquidiocesana de Liturgia.
Em 31 de maio de 2002, foi nomeado bispo de Valdivia. Sua ordenação aconteceu em 13 de julho seguinte, no Coliseu Municipal de Valdivia, pelas mãos do cardeal-arcebispo Dom Francisco Javier Errázuriz Ossa, ISch. Foram co-consagrantes Dom Cristián Caro Cordero, então arcebispo de Puerto Montt, e Dom Ricardo Ezzati Andrello, SDB, bispo auxiliar de Santiago e seu antecessor como bispo diocesano.
Foi secretário-geral da Conferência Episcopal do Chile de 2011 a 2016.
Em 8 de junho de 2017, o Papa Francisco promoveu-o a arcebispo e o designou para substituir Dom Pablo Lizama Riquelme à frente da Arquidiocese de Antofagasta. Tomou posse em 26 de agosto seguinte.